# Colette Andris
Colette Andris, pseudonyme de Pauline Toutey, née le 21 juin 1901 à Marseille et morte le 17 février 1936 à Paris, est une actrice, artiste de variétés et écrivaine française. Elle s'est produite nue aux Folies Bergère. Son œuvre principale est le roman La Femme qui boit, paru en 1929.

## Biographie
Colette Andris grandit dans une famille d'universitaires et étudie la littérature à Paris. Elle s'essaie au théâtre et au cinéma, devient la première danseuse nue de l'histoire du Music-hall.
Elle fait ses débuts sur scène en 1926 à Paris.
Elle se marie le 12 août 1927 avec André Georges Risler, de vingt ans son aîné et fils de Georges Risler, mariage qui lui procure l’aisance matérielle.
En 1928, elle écrit et joue sa pièce en 7 tableaux «Mon petit» au Théâtre Albert Ier.
Elle publie en 1929 un roman d’avant-garde sur un sujet tabou : « La Femme qui boit ». Le volume paraît dans la collection « Les Livres du Jour » aux Éditions Gallimard et connaît huit éditions dès sa première année de parution. Il reçoit un large accueil de la presse et du public ; les lecteurs de la revue « Minerva » le qualifient de « l'un des cinq meilleurs romans féminins publiés cette année-là ». L’auteure devient alors l’indéfectible représentante de la modernité des « Années folles ».
En 1931, elle performe dans le film de Léonce Perret, Arthur.
En 1932, c’est dans le film de Maurice Sollin, Brumes de Paris qu’elle apparaît.
En 1934, un procès l’oppose à Paul Derval, directeur des Folies bergères qui voulait qu’elle renonce à la nudité . Elle perd ou gagne son procès, selon le point de vue et déclare : « le tribunal a proposé un accord que je n'ai pas cru devoir refuser, m’accordant le principal de ce que je demandais : pouvoir immédiatement quitter les Folies-Bergère ».
Cette même année, elle immortalise sa danse du ballon devant Fernandel dans le film de Maurice Cammage, Une nuit de folies.
Elle fut la première femme en France autorisée à danser entièrement nue sur scène.
Après un séjour dans un sanatorium en Savoie, elle meurt à Paris le 17 février 1936.

## Mémoires
- Claude Pichois dans Nudité (1943) : « Colette Andris, la plus nue et la plus gracieuse, est morte trop vite. »
- En 1952, son roman La Danseuse nue a été adapté au cinéma par Pierre-Louis[7].

## Livres
- La Femme qui boit, Gallimard 1929
- Une danseuse nue, Flammarion 1933
- L'Ange roux, Louis Querelle 1935